# Agrupación Deportiva San Juan
La Agrupación Deportiva San Juan  (En euskera Donibane Kirol Elkartea) es un club polideportivo del barrio de San Juan de la ciudad de Pamplona (Navarra) España. Fundado en 1962. Cuenta con 65.000 m² de terreno, con 11.000 asociados y donde se practican 14 modalidades diferentes tanto deportivas como de esparcimiento. Cuenta con un equipo de fútbol que juega en la Segunda RFEF

## Historia
La Agrupación Deportiva San Juan nació en 1960 por iniciativa de varios vecinos de las entonces llamadas "Casas de Eguaras", en el barrio pamplonés de San Juan. La idea era crear un centro de ocio para los vecinos de esta urbanización. El proyecto inicialmente se llamó Centro Social San Vicente de Paul-Agrupación San Juan y se ubicó en unas bajeras. Muy pronto aglutinó también a vecinos del resto del barrio de San Juan y se contempló la necesidad de formar un centro deportivo con diversas instalaciones. En el año 1961 se constituyó la sección de fútbol y en 1965 se colocó la primera piedra de las actuales instalaciones de la Agrupación Deportiva, que han ido mejorándose y ampliándose hasta nuestro días.

## Sección de Fútbol
La Agrupación Deportiva San Juan en su sección de Fútbol se funda en 1961. En 1986 consigue el primer ascenso a Tercera división. En la que ha participado 22 temporadas.

Durante los años 90 el equipo obtuvo clasificaciones modestas. A partir de la temporada 2007/08 el San Juan mejora resultados; es 5º del Grupo XV en tres ocasiones y en 2012/13 se proclama campeón y con derecho a jugar la promoción de ascenso a Segunda División B no obstante pierde en la primera ronda ante el CD Puerta Bonita.

En 2013/14 después de mantener el liderato durante prácticamente toda la temporada, finalmente se le escapa el título por el gol-average en contra frente al CD Izarra. En la promoción de ascenso a Segunda B elimina en primera ronda a AD Mar Menor y es eliminado en semifinal por Mérida AD.

La temporada 2014/15 es subcampeón del grupo XV de Tercera división por segundo año consecutivo. En el play-off de ascenso a Segunda División B elimina al Real Sporting San José de Las Palmas de Gran Canaria pero cae eliminado por el CD Gerena en segunda ronda.

La temporada 2015/16 es tercero clasificándose de nuevo para jugar la promoción de ascenso a Segunda División B en la que es eliminado en primera ronda por el SD Tarazona.  

### Todas las Temporadas
| Temporada      | División   | Puesto | Copa del Rey |
| -------------- | ---------- | ------ | ------------ |
| De 1961 a 1986 | Regional   | —      |              |
| 1986/87        | 3ª         | 10º    |              |
| 1987/88        | 3ª         | 7º     |              |
| 1988/89        | 3ª         | 16º    |              |
| 1989/90        | 3ª         | 4º     |              |
| 1990/91        | 3ª         | 17º    |              |
| 1992/93        | 3ª         | 15º    |              |
| 1993/94        | 3ª         | 10º    |              |
| 1994/95        | 3ª         | 12º    |              |
| 1995/96        | 3ª         | 17º    |              |
| 1996/97        | 3ª         | 13º    |              |
| 1997/98        | 3ª         | 16º    |              |
| 1998/99        | 3ª         | 16º    |              |
| 1999/00        | 3ª         | 18º    |              |
| 2000/01        | Reg. Pref. | 11º    |              |
| 2001/02        | Reg. Pref. | 9º     |              |
| 2002/03        | Reg. Pref. | 6º     |              |
| 2003/04        | Reg. Pref. | 13º    |              |
| 2004/05        | Reg. Pref. | 1º     |              |

| Temporada | División   | Puesto  | Copa del Rey |
| --------- | ---------- | ------- | ------------ |
| 2005/06   | 3ª         | 19º     |              |
| 2006/07   | Reg. Pref. | 1º      |              |
| 2007/08   | 3ª         | 5º      |              |
| 2008/09   | 3ª         | 5º      |              |
| 2009/10   | 3ª         | 6º      |              |
| 2010/11   | 3ª         | 7º      |              |
| 2011/12   | 3ª         | 5º      |              |
| 2012/13   | 3ª         | 1º      |              |
| 2013/14   | 3ª         | 2º      | 1ª ronda     |
| 2014/15   | 3ª         | 2º      |              |
| 2015/16   | 3ª         | 3º      |              |
| 2016/17   | 3ª         | 6º      |              |
| 2017/18   | 3ª         | 2º      |              |
| 2018/19   | 3ª         | 6º      |              |
| 2019/20   | 3ª         | 2º      |              |
| 2020/21   | 3ª         | 1º / 2º |              |
| 2021/22   | 2ª RFEF    | 6º      |              |
| 2022/23   | 2ª Fed     | 8º      |              |

#### Palmarés
- Temporadas en Tercera División: 28
- Campeón de Tercera División: 1 (2012/13)
- Subcampeón de Tercera División: 2 (2013/14, 2014/15, 2019/20 y 2020/21)

## Secciones Deportivas
La AD San Juan cuenta con las siguientes secciones deportivas: Ajedrez, Baloncesto, Fanfarre, Fútbol, Fútbol Sala, Gimnasia Deportiva, Karate, Musculación, Natación con Aletas, Patinaje, Pelota, Spinning, Squash, Taekwondo y Tenis.

## Jugadores

### Plantilla 2023/2024
Jugadores del primer equipo de fútbol temporada 2023/2024

## Premios
La sección de fútbol de San Juan ha sido reconocida por varios medios de comunicación en Navarra:
- Es el club más laureado en los Premios a la Deportividad 'DLB-FN' que otorga Desde La Banda - Fútbol Navarro,[5] recibiendo incluso una Mención especial a la deportividad en junio de 2015.[6][7][8][9]
- El equipo de 3ª División ha sido galardonado con el Trofeo 'Fair Play al juego Limpio de Diario de Navarra en dos ocasiones (2008 y 2009).[10][11]
- Y en 2013 recibió el premio al mejor equipo navarro por parte de Fútbol 948.[12]